# باري جينكينز (مخرج)
باري جينكينز (بالإنجليزية: Barry Jenkins) (و. 1979 – م) هو صانع أفلام، وكاتب سيناريو، ومخرج سينمائي من الولايات المتحدة الأمريكية. ولد في ميامي، فلوريدا.

## وصلات خارجية
- باري جينكينز على موقع IMDb (الإنجليزية)
- باري جينكينز على موقع روتن توميتوز (الإنجليزية)
- باري جينكينز على موقع مونزينجر (الألمانية)
- باري جينكينز على موقع ألو سيني (الفرنسية)
- باري جينكينز على موقع أول موفي (الإنجليزية)
- باري جينكينز على موقع بوكس أوفيس موجو (الإنجليزية)
- باري جينكينز على موقع قاعدة بيانات الفيلم (الإنجليزية)